# Arrátel
O arrátel foi a unidade de peso fundamental do antigo sistema português de medidas. Até à adopção do sistema métrico, no século XIX, o arrátel foi usado em Portugal, no Brasil e em outros territórios do Ultramar Português.
Diferentes arráteis foram usados ao longo do tempo. A utilização do arrátel de 12.5 onças para o haver-de-peso documenta-se nos séculos XIII a XV. Para a carne, a maior parte do país usava o arrátel folforinho, que seria de 12 onças. Em alguns locais, eram usados outros arráteis para a carne, nomeadamente um arrátel de 16 onças, conhecido como arrátel mourisco, e um arrátel de 64 onças.
No século XV, o arrátel principal, usado quer para os metais preciosos e moeda, quer para o haver-de-peso e mercearia, passou a ser um arrátel de 400.6 g, equivalente a 13 onças do marco de Tria ou 14 onças do marco de Colonha. Em 1488-1489, Dom João II suprimiu todos os arráteis, exceto o arrátel de 14 onças de Colonha, que generalizou a todos os tipos de produtos.
Com a reforma de Dom Manuel I (1499-1503), o arrátel legal passou a ser de 16 onças de Colonha ou 457.8 g. No entanto, o arrátel de 14 onças manteve-se em utilização até ao século XIX na Casa da Índia e em outros contextos específicos.
O padrão legal dos pesos era o padrão da Câmara de Lisboa, inicialmente uma pilha de pesos manuelina de quintal (1503). Mais tarde, muito provavelmente por volta de 1688, reinado de Dom Pedro II, foi construído um novo padrão, também na forma de pilha de pesos de quintal. A partir desta época, o arrátel aproximou-se de 459.0 g.